# Raymond Berry
Raymond Emmett Berry (* 27. Februar 1933 in Corpus Christi, Texas) ist ein ehemaliger US-amerikanischer American-Football-Spieler und -Trainer in der National Football League (NFL). Er spielte als Wide Receiver bei den Baltimore Colts, mit denen er zwei NFL-Meisterschaften gewann und war Head Coach der New England Patriots, mit denen er den Super Bowl XX erreichte. Berry ist Mitglied in der Pro Football Hall of Fame.

## Jugend
Raymond Berry besuchte von 1946 bis 1950 in Paris, Texas die High School. Bei der dortigen durch seinen Vater Raymond trainierten Footballmannschaft spielte er als End und war für die Ansage der Spielzüge verantwortlich. Das Passspiel war im American Football zu dieser Zeit noch wenig ausgeprägt und Berry fing während seiner Schulzeit auch nur 33 Pässe und konnte nur einen Touchdown erzielen.

## Spieler

### College
Nach einem Vorbereitungsjahr am Schreiner College studierte Raymond Berry von 1951 bis 1954 an der Southern Methodist University (SMU) in Dallas. Dort war er Mannschaftskamerad von Forrest Gregg. 1951 erhielt er keine Einsatzzeit bei den „Southern Methodist University Mustangs“ und ein Jahr später erhielt er während der Saison nur 50 Minuten Spielzeit und fing lediglich fünf Pässe. 1953 spielte Berry sowohl in der Defense, als auch in der Offense der Mannschaft und konnte elf Pässfänge erzielen. Trotzdem galt er in seiner Mannschaft als Führungsperson und wurde 1954 zum stellvertretenden Mannschaftskapitän gewählt. 1954 fing er 16 Pässe und wurde in die Ligaauswahl gewählt. Im gleichen Jahr wurde er für seine akademischen Leistungen zum All-American gewählt. Berry war kurzsichtig und später der erste Profispieler der Kontaktlinsen trug. Ferner hatte er ein chronisches Rückenleiden, welches ihn zwang einen speziellen Körperschutz zu tragen. Umso erstaunlicher war es, dass Raymond Berry zu einem der besten Wide Receiver Geschichte der NFL wurde.

### NFL
Raymond Berry wurde im NFL Draft 1955 in der 20 Runde an 232 Stelle von den Baltimore Colts ausgewählt. Die späte Verpflichtung machte Berry zunächst keine Hoffnung auf eine lange andauernde Profikarriere. Trainer der Colts war Weeb Ewbank, dem es im Laufe der nächsten Jahre gelang aus jungen, erfolgshungrigen Spielern, wie dem Fullback Alan Ameche, dem Halfback Lenny Moore oder dem Offensive-Line-Spieler Jim Parker, sowie altgedienten Profis, wie dem Defensive End Gino Marchetti oder dem Defensive Tackle Art Donovan ein Spitzenteam zu formen.

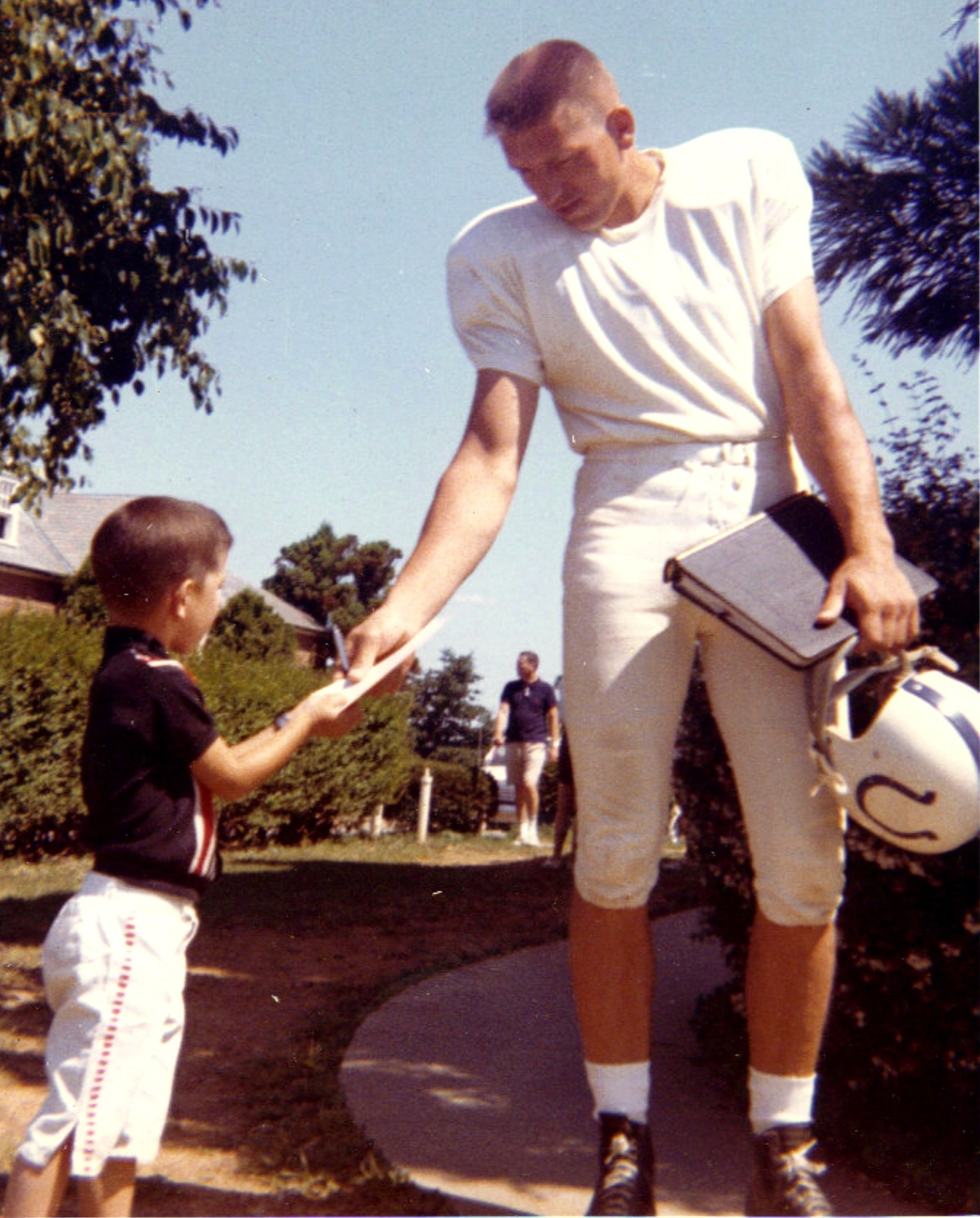
Johnny Unitas

Ray Berry hatte zunächst Schwierigkeiten sich in der Mannschaft zurechtzufinden und stand nach der ersten Saison kurz vor seiner Entlassung. Er fing lediglich 13 Bälle und erzielte damit einen Raumgewinn von 205 Yards. Ewbank hielt an Berry fest und 1956 verpflichteten die Colts Quarterback Johnny Unitas, was sich für Berry, aber auch für sein Team als Glücksgriff erwies. Unitas gelang es in den nächsten Jahren immer wieder Berry in Szene zu setzen. 1956 konnte Berry seinen ersten Touchdown als Profi erzielen. Im Jahr 1958 gewann Berry seinen ersten NFL-Titel. Die Colts qualifizierten sich für das NFL Championship Game 1958 und traten in diesem Spiel gegen die New York Giants an. Berry spielte herausragend. Er fing Pässe zu einem Raumgewinn von 178 Yards und konnte einen Touchdown erzielen. Das Spiel war lange Zeit ausgeglichen. Erst wenige Sekunden vor Spielschluss gelang der Mannschaft aus Baltimore der Ausgleich. Alan Ameche erzielte den entscheidenden Touchdown in der Overtime und die Colts gewannen mit 23:17. Das Spiel wird von vielen Footballfans noch heute als das beste Footballspiel aller Zeiten bezeichnet.
Im Jahr 1959 konnte Berry seinen zweiten Titel gewinnen. Erneut waren die Giants im NFL-Endspiel der Gegner. Sie mussten sich nochmals, diesmal mit 31:16, geschlagen geben. Auch in diesem Spiel konnte Unitas seine Mitspieler entscheidend in Szene setzen. Berry fing fünf seiner Pässe und erzielte damit einen Raumgewinn von 68 Yards.
1963 übernahm Don Shula das Traineramt bei den Colts. Er führte das Team im folgenden Jahr in sein drittes NFL-Endspiel. Diesmal zeigten sich allerdings die Cleveland Browns als überlegen und gewannen mit 27:0. Auch 1965 konnten die Colts das Endspiel nicht gewinnen und verloren gegen die von Vince Lombardi trainierten Green Bay Packers mit 13:10.
Behindert durch zahlreiche Verletzungen musste Raymond Berry nach der Saison 1967 seine Laufbahn beenden. Berry stellte zahlreiche NFL-Jahresbestleistungen auf. So erzielte er 1958 und 1959 die meisten Touchdowns und 1960 mit 1298 Yards den höchsten Raumgewinn in der Saison. Während seiner Spielzeit in Baltimore verursachte Berry lediglich einen Fumble.

## Trainer
Nach seiner Profikarriere wurde Raymond Berry 1968 zunächst Assistenztrainer von Tom Landry bei den Dallas Cowboys. Er war für das Training der Wide Receiver verantwortlich. 1968 und 1969 konnte er sich mit dem Team jeweils für die Play-offs qualifizieren.
In den Jahren 1976 und 1977 war er nach einer jeweils drei Jahre andauernden Zwischenstation bei der University of Arkansas und bei den Detroit Lions zwei Jahre lang Assistent seines ehemaligen Mannschaftskameraden Forrest Gregg bei den Cleveland Browns.
Von 1978 bis 1981 war er als Assistenztrainer bei den New England Patriots tätig. Aufgrund einer schlechten Saison 1981 wurde der gesamte Trainerstab entlassen. 1984 kehrte Berry inmitten der Saison als Head Coach zu den Patriots zurück und scheiterte knapp am Einzug in die Play-offs. Im folgenden Jahr gelang ihm der Gewinn des AFC Championship Games. Dort konnten sich die Patriots gegen die Miami Dolphins, die von Berrys altem Trainer Don Shula betreut wurden, mit 31:14 durchsetzen, was den Einzug in den Super Bowl bedeutete. Der Super Bowl XX ging allerdings gegen die von Mike Ditka trainierten Chicago Bears mit 46:10 deutlich verloren. Trotzdem spielten zahlreiche Spieler der Patriots, wie Irving Fryar oder Andre Tippett nach dieser Saison im Pro Bowl. 1986 scheiterte Berry mit seinem Team früh in den Play-offs an den Denver Broncos. Nach einer enttäuschend verlaufenen Saison 1989 wurde Berry von den Patriots entlassen.
1991 wurde Raymond Berry von den Detroit Lions als Assistenztrainer verpflichtet. Er betreute in Detroit die Quarterbacks der Mannschaft. Nochmals zog er 1991 mit einer Mannschaft in die Play-offs ein. Ein Titelgewinn blieb ihm jedoch verwehrt. Vor der Saison 1992 wechselte Berry in gleicher Funktion zu den Denver Broncos, wo er unter anderem für die Betreuung von John Elway verantwortlich war.

## Ehrungen
Raymond Berry wurde sechsmal in den Pro Bowl und sechsmal zum All-Pro gewählt. Er ist Mitglied im NFL 75th Anniversary All-Time Team, im NFL 1950s All-Decade Team, in der Southern Methodist University Athletics Hall Of Fame und in der Pro Football Hall of Fame. Seine Rückennummern werden bei den Colts und den Mustangs nicht mehr vergeben. 1985 wurde Berry zum NFL Coach of the Year gewählt. Die Zeitschrift The Sporting News wählte ihn zu einem der besten 100 Footballspieler aller Zeiten. Die Baltimore Ravens ehren ihn auf dem Ring of Honor.

## Abseits des Spielfelds
Raymond Berry diente von 1957 bis 1963 in der Nationalgarde von Maryland. Er ist verheiratet, hat zwei Töchter und einen Sohn. Die Familie lebt in Murfreesboro, Tennessee.